# 小行星438
小行星438（438 Zeuxo）是一颗围绕太阳公转的小行星。1898年11月8日，奧古斯特·卡洛斯在尼斯描述了此天体。
該小行星以希腊神话中大洋河流之神俄刻阿诺斯和泰西斯所生下的三千海洋女神之一宙克索命名。
这颗小行星的绝对星等为9.8等。

## 相关條目
- 小行星列表/10001-11000

## 外部連結
- Asteroid Lightcurve Database (LCDB) （页面存档备份，存于）, query form (info （页面存档备份，存于）)
- Dictionary of Minor Planet Names, Google books
- Discovery Circumstances: Numbered Minor Planets (10001)-(15000) （页面存档备份，存于） – Minor Planet Center
- 小行星438 at AstDyS-2, Asteroids—Dynamic Site
  - Ephemeris · Observation prediction · Orbital info · Proper elements · Observational info
- NASA JPL小天體瀏覽器上的小行星438

| 前一小行星： 小行星437 | 小行星列表 | 後一小行星： 小行星439 |